# أندرو كينغ
أندرو كينغ (بالإنجليزية: Andrew King)‏ هو قاضي ومحامي وسياسي أمريكي، ولد في 20 مارس 1812 في مقاطعة غرينبريه في الولايات المتحدة، وتوفي في 18 نوفمبر 1895 في جفرسون سيتي في الولايات المتحدة. حزبياً، نشط في الحزب الديمقراطي. وقد انتخب عضو مجلس النواب الأمريكي.